# Shadow of the Colossus
A Shadow of the Colossus, Japánban Wander and the Colossus, egy akció-kalandjáték, amit az SCE Japan Studio és a Team ICO jelentetett meg és a Sony Computer Entertainment adott ki PlayStation 2-re. A játék Japánban és Észak-Amerikában 2005 októberében, a többi régióban 2006 februárjában jelent meg. A játékot Ueda Fumito rendezte. A játék főhőse egy fiatal fiú, Wander, aki belovagol egy tiltott területre. Ezt a hatalmas területet lóháton kell felfedeznie és le kell győznie 16 kőóriást, hogy feltámasszon egy Mono nevű lányt. A játék ugyan az akció-kaland kategóriába tartozik, de nincsenek benne sem városok, sem várbörtönök és nincsenek olyan karakterek, akikkel párbeszédet lehetne folytatni. A kolosszusokon kívül nincsenek más ellenségek, és őket is csak akkor lehet legyőzni, ha a játékos megtalálja a gyenge pontjukat és ott sebzi őket. Minden kolosszusnál máshol vannak ezek a pontok, tehát kell hozzá egyfajta stratégia. Minden idők egyik legjobb játéka, illetve egy fontos példája annak, hogy egy videó játék is lehet műalkotás. Több díjat is nyert a dizájnért, a zenéért és a minőségért. 2011 szeptemberében megjelent egy újabb verzió PlayStation 3-ra. Legújabb kiadása pedig 2018 februárjában jelent meg PlayStation 4-re.

## Játékmenet
A játék lényege egyszerű, meg kell keresni a kolosszusokat, és meg kell ölni őket. Minden egyes alkalommal amikor egy kolosszus meghal, Wander, a főszereplő, visszatér a központi részere, hogy megismételje a folyamatot. Ahhoz, hogy megtaláljunk egy-egy ellenséget, a főhősnek fel kell emelnie a kardját, amin a napfény megmutatja az adott kolosszushoz vezető utat. A legtöbb egy elzárt helyen található, mint például barlangok mélyén, tavakban vagy egy ősi épület romjai között. Amint megtalálta a játékos, meg kell keresni annak a gyengeségeit, ahhoz, hogy le lehessen győzni. Minden egyes kolosszust máshogy kell legyőzni, és néhánynál használni kell a környezetet is. 
Minden kolosszusnak van legalább egy gyenge pontja, amit egy fénylő mágikus szimbólum jelez. Mindegyiknek vannak olyan részei ami szőrrel van borítva, vagy platformok állnak ki belőlük amin Wander meg tud kapaszkodni miközben az megpróbálja lerázni magáról. A játékban vagy egy mérő ami folyamatosan csökken amikor Wander kapaszkodik vagy mászik, és amint ez elfogy Wander leesik. Wandernek és a kolosszusoknak is van életerő csíkja. A kolosszusok életereje jelentősen csökken amikor a gyenge pontjait támadja a játékos, Wander pedig megsérülhet az óriások támadásaitól vagy az eséstől. A játékban Wander egy karddal és egy íjjal rendelkezik.
Ugyan a játékban csak a kolosszusok az ellenségek, megtalálhatóak még állatok is, amiből csak egy fajtának van jelentősége a játékban. Egy bizonyos fajta gyík farkának elfogyasztása növeli Wander állóképességét. Ugyanígy, vannak bizonyos gyümölcsök, amik növelik az életerőt. Wander lova, Agro fontos szerepet játszik a játékban. Lóháton kell bejárni a területeket és néhány kolosszusnál a harc is lóháton történik, viszont vannak olyan területek, ahova nem lehet Agroval bemenni. A játék angol verziójában Agro hím ló, azonban Ueda Fumito nőstényként tekint a lóra.

## Cselekmény
A játék során folyamatosan apró információkat kapunk a karakterek háttérsztorijáról, illetve az egymással való kapcsolatukról. A játék egy fantázia világban játszódik, egy lakatlan félszigeten amit Forbidden Landnek, azaz Tiltott Földnek hívnak. Elzártan a világtól, hegyekkel és tengerrel van körülvéve. Csak a játék során látott romok utalnak arra, hogy valaha ez egy lakott terület volt. Csak egyetlen bejárata van, egy hosszú kőhíd, ami egy hatalmas templomba vezet amit úgy hívnak, hogy Shrine of Worship. Ugyan erre a területre tilos a belépés, erre utal a földrajzi elhelyezkedése és az ott található barlangok, tavak, sivatagok és völgyek mégis megtalálható ember által készített építmények maradványai.

### Karakterek
Wander
Szinkronhang: Nodzsima Kendzsi
Japán név: ワンダ (Wanda)
Egy fiatal fiú, akinek célja, hogy feltámasszon egy Mono nevű lányt.
Mono
Szinkronhang: Nabatame Hitomi
Japán név: モノ
Egy hajadon, akit feláldoztak, mert úgy hitték, hogy el volt átkozva.
Agro
Japán név: アグロ (Aguro)
Wander lova és hű társa a játék során.
Dormin
Szinkronhang: Nakata Kazuhiro és Hikami Kjóko
Japán név: ドルミン (Dorumin)
Ő egy misztikus entitás. A játékban a legendák szerint Dormin fel tudja támasztani a halottakat. Felajánlja Wandernek, hogy ha megöli a 16 kőóriást, cserébe feltámasztja a lányt. Dormin neve visszafelé olvasva Nimrod. Feltételezések szerint a bibliai Nimrod királyra utal akit feldaraboltak.
Lord Emon
Szinkronhang: Bandó Naoki
Japán név: エモン
Egy sámán, aki narrálja a játék elejét, elmagyarázza a föld eredetét és kihangsúlyozza, hogy a belépés tilos. Úgy ábrázolja a játék, hogy hatalmas tudással és mágikus erővel rendelkezik. Van egy kisebb harcosokból álló csoportja, akikkel próbálják megakadályozni, hogy használják a „tiltott varázslatot” a rituálét, aminek része a 16 kolosszus elpusztítása és Dormin erejének visszaállítása.
Kolosszusok
A páncélos, hatalmas lények formája eltérő, emberi és vadállati formájúak. Testük részét kövek, föld és építészeti elemek alkotják. Némelyik kolosszus békés, csak akkor támad ha provokálják, de vannak olyanok akik azonnal agresszíven reagálnak. A tiltott föld egyes részein élnek és nem hagyják el a területüket. Miután egy kolosszust legyőzött a játékos, a templomban található kolosszust ábrázoló szobor széttörik, a csata helyét pedig egy hatalmas fénysugár mutatja a későbbiekben.

### Történet
A játék azzal indul, hogy Wander megérkezik a tiltott földre, átkel egy hosszú hídon lovával, Argoval. Ugyan csak játék közben derül ki, de mielőtt elindult, ellopott egy ősi kardot, mert csak ez a fegyver képes arra hogy megvágjon egy kolosszust. Megérkezik az úgynevezett „Shrine of Worship”-be ami a terület közepén álló hatalmas templom Kezében egy fiatal lányt visz, akit Mononak hívnak. Egy pillanattal később ember formájú árnyék alakok jelennek meg körülöttük és meg is támadják Wandert, aki könnyen legyőzi őket kardjával. Miután eltűntek a lények, egy test nélküli entitás, Dormin hangja hallatszik felülről . Wander megkéri Dormint, hogy hozza vissza Mono lelkét, amit akkor teljesít, ha Wander mind a 16 kőóriást legyőzi az ősi kard használatával. Minden egyes kolosszusról található egy kőszobor a templom falán, és amikor Wander megöl egy kolosszust, annak szobra széttörik. Dormin figyelmezteti, hogy valószínűleg nagy árat fog fizetni azért cserébe, hogy Monot visszahozza az életbe, de Wander akkor is elindul, hogy legyőzze a kolosszusokat.
Amit Wander nem tud, hogy mindegy egyes kolosszus tartalmaz egy kis részt Dorminból, akit még nagyon régen választottak szét 16 részre, hogy elvegyék az erejét. Amikor legyőz egy-egy kolosszust akkor testének egy darabja visszatér a templomba. Idővel, a jelek Wander átalakulásán egyre láthatóbbak lesznek – a bőre sápadtabb, a haja sötétebb lesz, és fekete csíkok jelennek meg az arcán. A 12. kolosszus halála után derül ki, hogy Wandert üldözi egy csoport harcos, Emon vezetésével. A 16. kolosszus legyőzése előtt, Wander egy hosszú hídon keresztül lovagol át, amikor a közepén jár a híd elkezd leomlani, de az utolsó pillanatban amikor úgy tűnik hogy nem fognak átérni Agro átdobja a túloldalra, mielőtt a mélybe zuhanna. 
Wander legyőzi az utolsó kolosszust is, mire Emon és emberei megérkeznek a templomba már csak az utolsó szobor leomlását látják. Nem sokkal később Wander is visszakerül a templomba, de már nem önmaga. Bőre hófehér, a szeme ködös, a fején pedig apró szarvak jelentek meg. Emon kiadja a parancsot hogy öljék meg, mert "megszállták a halottak". Az egyik harcos szíven szúrja Wandert miközben Mono felé tart, és összeesik. De addigra már az új Domin átvette Wander teste felett az uralmat és egy hatalmas árnyék óriássa alakul. Megtámadja a harcosokat, akik menekülni kezdenek. Kifelé menet Emon beledobja az ősi kardot a templom közepén lévő kis medencébe, ami elkezdi beszippantani Dormint, Wanderrel együtt. Miközben Emon és az emberei a hídon át lovagolnak, az elkezd leomlani, ezzel örökre elzárva ezt a területet a külvilágtól. Eközben, a templomban Mono feléled. Néhány pillanattal később megpillantja Agrot, aki nem halt bele a zuhanásba, csipán az egyik hátsó lába sérült meg. Mono követi Agrot a kis medencéhez, amiben már nincs víz, csupán egy fiú csecsemőt talál kis szarvakkal a fején. Felveszi a gyermeket és követi a lovat a templom magasabb szintjeire, ahol a belsejében végül egy titkos kertre bukkannak. Ezzel ér véget a játék.

### Kapcsolat az Ico-val
A Shadow of the Colossust mind az Ico szellemi utódjának, mind pedig az előzményének tekintik. Azonban Ueda Fumito azt mondta, hogy ez csak az ő szemszöge, a játékosoknak nem kell így tekinteniük a játékra, de azt megerősítette hogy a két játéknak igenis van köze egymáshoz. Az árnyék lények, amik megjelennek a játékban kapcsolatban vannak azokkal az árnyakkal, amiket a játékosoknak le kellett győzniük az Ico-ban. Mindkét játékban szarvai vannak a főhősnek, illetve mindkét játék egyedi kitalált nyelvet használ.

## Fejlesztés

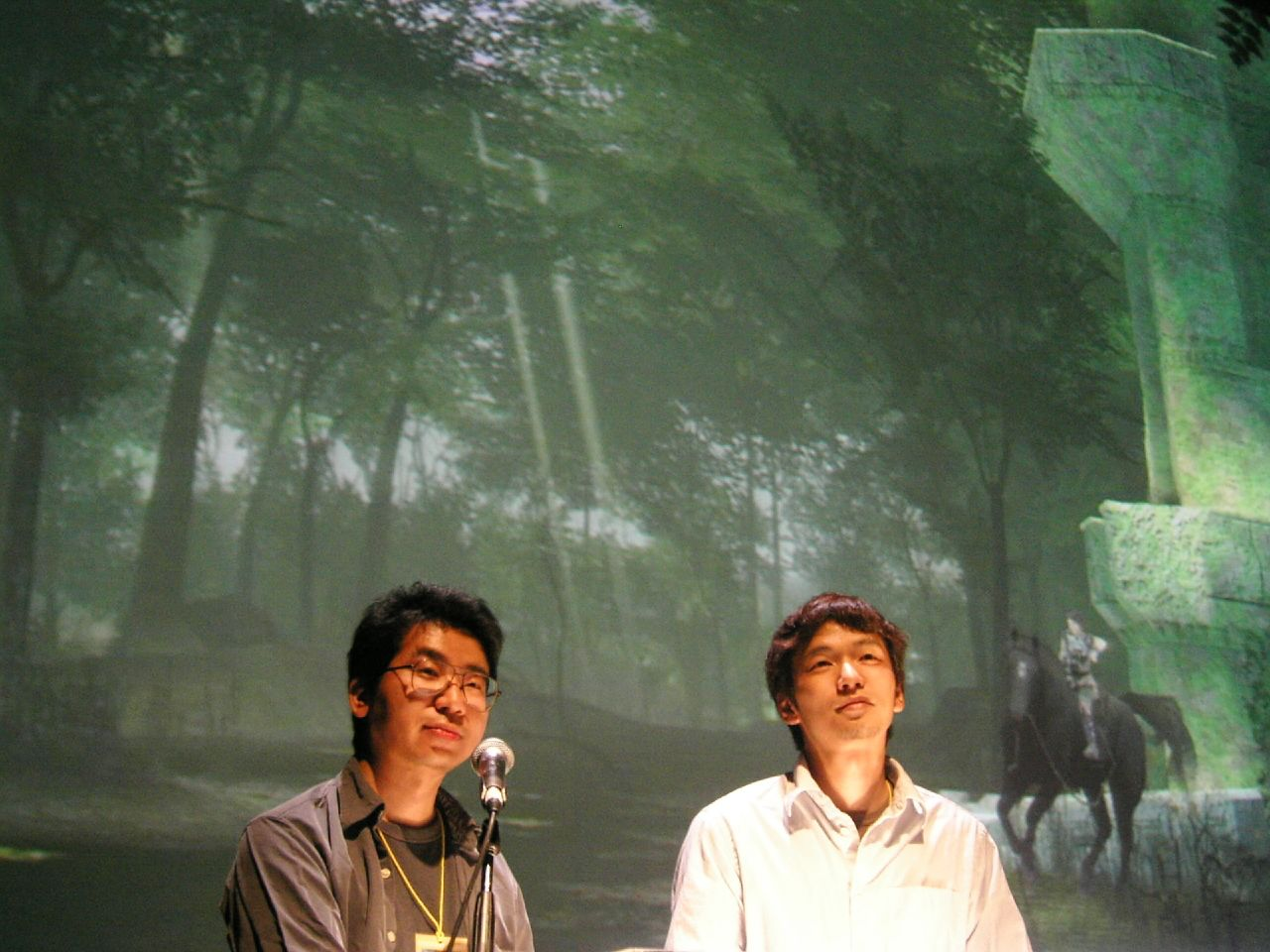
Kaido Kendzsi és Ueda Fumito

A játék rendezője és vezető dizájnere Ueda Fumito. A játék fejlesztését 2002-ben kezdte meg egy 35 fős csoport, Nico projekt néven. (Ni mint kettő japánul és Ico). 2003-ban mutatták be a játék korai demo verzióját, ahol Ueda bevallotta hogy egyszerűbb volt az Ico főhősének karakter dizájnját felhasználni, mint egy teljesen újat csinálni. 
Uedának és Kaido Kendzsinek a játék producerének magas elvárásaik voltak. Közel 500 ember közül alig találtak egy-kettőt, akik teljesítették azokat a feltételeket, amiket ők elvártak. Gyakran addig kellett újra és újra változtatni a játékon, ameddig az nem egyezett az ő elképzelésükkel. Kaido azt akarta, hogy minél realisztikusabb legyen a játék, például minél kisebb egy kolosszus annál gyorsabb, illetve egy igazi ló nem mindig engedelmeskedik, mivel nem egy motor, tehát nem mindig akkor fordul amikor mi szeretnénk. 
Mind a zene, a játék és a képi világ a „magányos hős” atmoszféráját akarta visszaadni, ami tökéletesen sikerült.

## Remake
Játék menete:
A játék menete közel azonos a játék eredeti verziójával, az átdolgozott vezérlőkön kívül. A Shadow of the Colossus-on keresztül történő progresszió ciklusokban történik. A táj középpontjától kezdve a játékos megpróbálja és legyőzi a kolosszust, majd visszatér a központi ponthoz, hogy megismételje a folyamatot. A legtöbb kolosszos a távoli területeken található, mint például a sziklákon vagy az ősi struktúrákon belül.
A játékosok a játék során több lehetőség közül választhatnak. Egy szabványos PlayStation 4-en a játék 30 képkocka / másodperc 1080p felbontással fut. PlayStation 4 Pro-n a játék 1440p felbontással (4K-ra méretezve) 30 képkocka / másodperc, vagy 60 képkocka / másodperc 1080p-en.
Fejlesztés:
A Sony az Electronic Entertainment Expo 2017 sajtótájékoztatóján jelentette be a Shadow of the Colossus remake változatát a PlayStation 4 formájában. A remake-et a Bluepoint vezette, aki kifejlesztette a korábbi PlayStation 3 remaster-t. A remake ötlete egy beszélgetés után jött létre, amit a Bluepoint fejlesztők kezdeményeztek. Egy új, végleges változatot akartak létrehozni az eredeti játékról. A Japánban található Sony cégnél lévő ismerősökkel folytatott tanácskozás után ők is hasonlóan vélekedtek, mint a Bluepoint. A Bluepoint vezető, Randall Lowe és technikai igazgató, Peter Dalton a Game Informer-rel való interjújában kijelentette, hogy az eredeti Shadow of the Colussus sok munkavállalójának a Top 5 listájában szereplő játék.
A fejlesztők az egész játék eszközét átmásolták, így a játék ugyanazzal a játékmenettel rendelkezik, mint az eredeti, de egy új ellenőrzési rendszer bevezetésével fejlesztették tovább. A játék az eredeti kódot használja a PlayStation 2 játékból. A PlayStation 2 verziójának a művészi elemeit használták, hogy egyensúlyt hozzanak a PlayStation 4-es verziójával.
A játékot 2018. február 6-án adták ki Észak-Amerikában, február 7-én Európában, Ausztráliában, Új-Zélandon, és Japánban pedig február 8-án.
Értékelése:
Brett Makedonski, aki a Destructoid-ban 10/10-re pontozta a játékot azt állította, hogy "Ebben az egész játékban semmi sem felejthetetlen. Egy olyan játék esetében, amely a teremtmények gyenge pontjainak módszeres megtalálására és feltárására irányul megnehezíti, de mégis élvezhetővé teszi az egész összképet. „
Nick Plessas, aki 8,5 / 10-es pontszáma alapján az EGMNow azt mondta, hogy "A remake úgy tűnhet, mint egy alacsonyan lógó gyümölcse az eredetinek, de a Bluepoint igazságot fejez ki a Shadow of the Colossus klasszikus játék fejlődésével, amely javítja az általános élményt, miközben megőrzi ismerős, eredeti szellemét.
Tom Hurley a GamesRadar+ -ból négy csillaggal értékelte az öt csillagból, mondván: "Mind a nagyszerű remaster, mind az élvezetes" új "játék önmagában olyan útra visz el, amelyre csak néhány dolog tud."
Marty Sliva, aki 9.7 / 10 pontra értékelte az IGN-nél; foglalja össze a játékot, miszerint: "A PS4-es Shadow of the Colossus egy lenyűgöző visszatérés a 2005-ben létrejövő klasszikushoz." 
Japánban 21,900 példányt adtak el a PlayStation 4 megjelenésének első hetében, amely a második helyet ért el az értékesítési csatornán. A játékot a Golden Joystick Awards-on jelölték ki az „Év PlayStation játékára”, és megnyerte a Freedom Tower Award-ot. a "Legjobb Remake" kategóriában a New York Game Awards-on. Ezenkívül megnyerte a "Game, Classic Revival" díjat a National Academy of Video Game Trade Reviewers Awards-on, ahol jelölték még az "Art Direction, Fantasy" kategóriában is.

## Értékelése
A Shadow of the Colossus kereskedelmi befogadása pozitív volt, az első héten 140 000 példányban értékesítették Japánban, elérve ezzel az első helyet az értékesítési csatornán. Az eredeti Japán szállítmány közel 80% -át két napon belül eladták. Ezek a számok kedvezően hasonlítanak az Ico-hoz, amelyet a kritikusok jól fogadtak, de jelentős számú egységet nem értékesítettek. A játék 2006. augusztus 6-án került a Sony Greatest Hits című listájára. Az Ico-val ellentétben a Shadow of the Colossus sokkal több megvilágítást kapott, részben azért, mert a Sony a tömeges reklámkampány mögé helyezte súlyát. A játékot magazinokban, televízióban és az interneten hirdették meg, beleértve a 2005 októberében elindított vírusos marketing kampányt is. A honlapot azóta leállították. Néhányan azt állítják, hogy az Ico értékesítési adatai javultak volna, ha hasonló hirdetési erőfeszítéseket tettek volna a kiadása előtt.

## Kritika
A Shadow of the Colossus elismerő visszajelzést kapott, átlagosan 91% -ot a GameRankings-től, ezzel a játékot a 11. legmagasabbra értékelt játékává tette a 2005-ös játéklistákban. Ezek közé tartozott a japán Famicú magazin, ami 37/40 pontra értékelte, az Egyesült Királyságban működő Edge, ami 8/10-re, az Electronic Gaming Monthly, ami pedig 8,8 / 10-et adott a játékra. A GameSpot áttekintve 8,7-et adott, megjegyezve, hogy "a játék esztétikai bemutatása páratlan, bármilyen szabvány szerint", míg az IGN multimédiás weboldala "csodálatos élményként" és "abszolút kötelező" címmel üdvözölte a játékot 9.7 / 10-re értékelve azt. A GameSpy a játékról, úgy vélekedett, hogy "talán az év leginnovatívabb és leglátványosabb játéka a PS2 számára”. Míg a retrospektív Edge: "a vitathatatlan tematikus gazdagság fikciója, az érzelmi erő szegecselése, amelynek alapvető művészeti tulajdonságai teljesen összeolvadnak az interaktivitásával." ezekkel a szavakkal vélekedett a játékról. Dave Ciccoricco, az Otago Egyetem irodalmi tanára, dicsérte a játék a hosszú harcjeleneteit, illetve a lovaglás szakaszait, ami által a játékos jobban bele tudott merülni a játék világába.
Sok kritikus úgy véli, hogy a játék hangzása, hangi világa az egyik legnagyszerűbb szempontja a játéknak. Az Electronic Gaming Monthly "Év Soundtrack" díja mellett a GameSpot megjegyezte, hogy a zenei pontszám továbbította, és gyakran fokozta az adott helyzet hangulatát, míg Eurogamer által „a valaha létezett legjobb soundtrack” elismerést kapta.
Azonban a játékot negatív kritikával bírálták a rendszeres képsebessége miatt, ami általában sima, miközben haladnak a tájokon, de gyakran lassul be gyors helyzetekben, mint például a kolosszus csatákban. Aggodalomra ad okot a játék a kamerájával kapcsolatban is, amelyet a GameSpy úgy írt le, hogy "annyi ellenfél, mint a Colossi", "képes arra, hogy újra központosítja magát a legrosszabb és legalkalmatlanabb időkben". A bírálók gyakran keverik össze a Agro AI és a vezérlést; míg a Thunderbolt a játék honlapján ragaszkodik az Agro mozgásához és viselkedésének realizmusához "hozzon létre egy videójáték-élményt, ellentétben bármely mással", Edge megjegyezte, hogy az ellenőrzések "ügyetlenek, nyersek és kiszámíthatatlanok". Más kritikusok, mint a Game Revolution és a GameSpot úgy érezte, hogy a játék túl rövid volt (átlagos lejátszási idő 6–8 óra), kevés visszajátszási értéket adva a kirakós elemeknek minden kolosszus csatában.

## Díjak
A Shadow of the Colossus számos díjat kapott, ideértve a "Legjobb karaktertervezés", a "Legjobb játéktervezés", a "Legjobb vizuális művészetek" és az "Év játék" elismerését is, valamint a 2006-os Game Developers Choice Awards-on három "Innovációs Díj" kategóriát is. 2006-os DICE csúcstalálkozón a játék az Interactive Arts & Sciences Akadémiájában nyerte el a "Kiemelkedő művészeti irányú teljesítmény" díjat, míg a Famitsu Awards 2005-ben két "Különleges Rookie Awards" címét nyerte el. A "Legjobb eredeti zene", a "Legjobb művészi grafika" és a "Legjobb PS2 játék" címre jelölték, de még a "Most Aggravating Frame Rate" a GameSpot 2005-ös díjazásában is jelölt lett. "Legjobb kalandjáték" és "Legjobb művészeti tervezés" címeket nyerte el az IGN Best of 2005 Awards-on, ami Agro-t tartotta a legjobb játéknak a videójátékok történetében. Két évvel a kiadása után a Shadow of the Colossus az ING listáján a negyedik legjobb PlayStation2 játék lett. A Games Radar jelöltette a Best Game of the Year 2006 díjra, amit ( a játékot az Egyesült Királyságban 2006 elején, később pedig az Egyesült Államokban adták ki) elnyert, majd webhelyeken is megjelenve „A 100 legjobb játék valaha” listáján a tizedik helyen szerepelt.
A játék befejezését a GamePro szerkesztői 2006 júliusában választották a negyedik legnagyobb pillanatnak a videójátékokban. A PlayStation Hivatalos Magazin olvasói a "8. legnagyobb PlayStation" címét adták a játéknak. A Destructoid nevezte a #1-nek a játékot az évtized első 50 videójátékának listáján. Az IGN a Shadow of the Colossus-t nevezte a legjobb játéknak 2005-ben, és a második legjobb játéknak az évtizedben a Half-Life 2 mögött. 2012-ben a Complex magazin a Shadow of the Colossus-t nevezte a második legjobb PlayStation2 játéknak a God of War II mögött. 2015-ben a játék az USgamer a "The 15 Best Games Since 2000 listáján" a 4. helyett érte el.

## Egyéb médiában
A játék jelentős szerepet játszik a 2007-es Mike Binder filmjében, a Üres városban, amelyben Adam Sandler karaktere eleget tesz a kezdeti küzdelmeknek – a játék olyan aspektusaival, amelyek tükrözik Sandler karakterét érintő tragédiát; a Shadow of the Colossus elbukó óriásait, amelyek tükrözik a szeptember 11-i támadás összeomló tornyait, ahogy a felesége és a gyermekei meghaltak, a játék vezető karaktere, aki megpróbálja feltámasztani az elhunyt szerelmét. Ez két fő téma, amelyek hasonlóságra adnak okot. Sandler-nek meg lett parancsolva, hogy részletesen írja le az ellenőrzési rendszert egy olyan jelenetben, ahol Don Cheadle-el, régi barátjával szerepel. Mindkét szereplőről azt tartják, hogy a filmezés során váltak szakértőkké.

## Film adoptáció
2009 áprilisában arról számoltak be, hogy a Sony Pictures a Shadow of the Colossus játékből szívesen készítenének film adoptációt. Kevin Misher, A skorpió király, A tolmács és a Dune című film remake-jét készítő producert kérték fel a film rendezésére. Bejelentették, hogy Fumito Ueda, a játék alkotója részt vesz a film készítésében. 2012. május 23-án közölték, hogy Josh Trank, Az erő krónikája című film rendezője fogja irányítja a film adaptálását. Seth Lochhead lett megbízva a film megírásával. 2014 szeptemberében a Variety számolt be arról, hogy a Mama rendezője, Andrés Muschietti fogja rendezni a filmet, miután Trank elkötelezte magát a közelgő Star Wars spin-off filmek mellett.